# 1979–1980-as magyar jégkorongbajnokság
A 43. első osztályú jégkorongbajnokságban négy csapat indult el. A mérkőzéseket 1979. november 13. és 1980. február 27. között a Kisstadionban, a Megyeri úti jégpályán, a Millenárison valamint a Székesfehérvári jégpályán rendezték meg.
A bajnokság aranyérmét a Ferencváros szerezte meg. 1971 és 1980 között a magyar bajnokságban egyedülálló módon tízszer egymás után nyert bajnokságot. A tavalyi szezonban visszatért Jakabházy László, akit 1975-ben küldtek el a csapattól, mivel a játékosokkal annyira megromlott a viszonya, hogy nem voltak hajlandók együtt dolgozni vele. Az 1980-as szezon után azonban a játékosok többsége ismét a leváltását követelte, ám a csapat vezetése kiállt az edző mellett. Így a csapat nagy része távozott a klubtól és az egy szezont megélt Fóti SE-be igazolt, amely színeiben egy Magyar Kupa győzelmet arattak. A következő szezonban így csak ifi korú játékosokkal tudtak kiállni.
A bajnokság befejeztével visszavonult a 103-szoros válogatott játékos Balogh János.
A szezon végén a BVSC jégkorong szakosztálya bejelentette feloszlását. Utolsó mérkőzésüket 1980. március 24-én játszották Székesfehérvárott.

## OB I. 1979/1980
|    | Csapat                | M  | GY | D | V  | GK     | Pont |
| -- | --------------------- | -- | -- | - | -- | ------ | ---- |
| 1. | Ferencváros           | 18 | 16 | 1 | 1  | 128-53 | 33   |
| 2. | Újpest Dózsa          | 18 | 9  | 0 | 9  | 95-74  | 18   |
| 3. | Székesfehérvári Volán | 18 | 5  | 1 | 13 | 64-94  | 11   |
| 4. | BVSC                  | 18 | 4  | 2 | 12 | 55-121 | 10   |

## A bajnokság végeredménye
1. Ferencvárosi TC

2. Újpest Dózsa

3. Székesfehérvári Volán SC

4. BVSC

## A Ferencváros bajnokcsapata
Bálint Attila, Balogh Barna, Balogh Tibor, Bóna István, Deák Miklós, Enyedi Ferenc, Farkas András, Farkas Gábor, Fekete István, Földváry László, Gregor György, Hajzer János, Hajzer Tibor, Havrán Péter, Kereszty Ádám, Kirner Tamás, Kovács Antal, Ladányi Attila, Matza Gyula, Mészöly András, Muhr Albert, Németh György, Póth János, Rasztovszky László, Schilling Péter, Zölei János
Edző: dr. Jakabházy László

## A bajnokság különdíjasai
- Az évad legjobb ifjúsági korú játékosa (Leveles Kupa): Ancsin János (Újpest Dózsa)